# Julie Zetlin
Julie Zetlin, née le 30 juin 1990 à Silver Spring aux États-Unis, est une gymnaste rythmique américaines. Elle est membre de l'équipe de gymnastique américaine depuis 2004. Elle a représenté les USA aux Jeux olympiques d'été de 2012 à Londres grâce à une wild-card distribué par la Fédération internationale de gymnastique. Son entraîneur actuel est Olga Kutuzova.
Sa mère Zsuzsi Zetlin est une ancienne gymnaste rythmique hongroise qui a remporté le championnat national. Avec l'influence de sa mère Julie s’intéresse à la gymnastique rythmique dès l'âge de quatre ans.